# Rebun (Insel)
Rebun (jap. 礼文島, Rebun-tō) ist eine kleine japanische Insel im Japanischen Meer vor der Nordwestspitze von Hokkaidō.
Die 81,25 km² große Insel ist für ihre alpine Flora und den 8-stündigen Wanderweg (hachi-jikan haiking kurusu), der in Nord-Süd-Richtung von einem Ende der Insel zum anderen verläuft, bekannt. Die Insel ist Teil des Rishiri-Rebun-Sarobetsu-Nationalparks.

## Andere Sehenswürdigkeiten
- Der Berg Rebun (Rebun-dake), mit 490 m höchster Punkt der Insel.
- Pfirsich-Felsen (Momo-iwa)
- Jizo-Felsen
- Katzenfelsen (Neko-iwa)
- Kap Sukoton
- Kap Kaneda
- Kap Gorota
- Kap Sukai
- Insel Todo
- Kushu-See
- Yamunai-Tal
- Rebun-Waldstraße
- Rebun-Wasserfälle

## Gemeinden
Alle Gemeinden sind Teil der Stadt Rebun im gleichnamigen Bezirk. Von Norden nach Süden sind dies:
- Sukoton
- Awabikoton
- Hamanaka
- Funadomari
- Horodomari
- Uedomari
- Nairo
- Kitousu
- Kafukai
- Kafuka
- Shiretoko

## Transport
Fährverbindung von Rebun bestehen zur Insel Rishiri, Wakkanai, und Otaru über Rishiri.
Vom Flughafen mit dem IATA-Flughafencode RBJ gehen Flüge nach Wakkanai.